# Friedrich Stein (Maler)
Friedrich (Fritz) Stein (* 7. März 1911 in Mayen; † 1987 ebenda) war ein deutscher Maler und Grafiker.

## Leben und Werk
Stein wuchs in Mayen auf. Von 1928 bis 1931 machte er eine Ausbildung als Buchdrucker und Schriftsetzer und erhielt dazu an den Kölner Werkschulen bei Heinrich Hußmann, Richard Riemerschmidt und Jakob Erbar eine künstlerische Ausbildung. Von 1931 bis 1933 absolvierte er in Koblenz praktische Lehrjahre als Schriftsetzer. Von 1933 bis 1937 war Stein Meisterschüler bei Walter Tiemann an der Leipziger Staatlichen Akademie für grafische Künste und Buchgewerbe. Von 1937 bis 1939 arbeitete er als Hausgrafiker des Verlags und der Großdruckerei der Hallischen Nachrichten in Halle/Saale. Nach der Teilnahme am Zweiten Weltkrieg ließ er sich in Halle als freischaffender Grafiker und Maler nieder. Er war Mitglied der Hallischen Künstlervereinigung „Die Fähre“. Als Werbe- und Gebrauchsgrafiker entwarf er u. a. politische, Werbe- und Ausstellungsplakate. Vor allem war er Buchillustrator. 1947 illustrierte er für den Mitteldeutschen Verlag Halle Orendas Boten. Indianische Legenden (Reihe Märchen aus aller Welt Heft 9). Seit den 1950er Jahren illustrierte er eine bedeutende Zahl von Büchern insbesondere für den St. Benno-Verlag Leipzig, daneben für die Leipziger Verlage Reclam, Insel und Bibliographisches Institut und die Berliner Verlage Verlag der Nation, Aufbau-Verlag und Evangelische Verlagsanstalt. Daneben schuf er auch freie malerische und grafische Werke, hier vor allem als Holzschneider, Holzstecher und Radierer.
Stein hatte einen Lehrauftrag an der Hochschule für industrielle Formgestaltung in Halle. 1954 wurde er u. a. „für hervorragende Leistungen der Deutschen Buchkunst“ geehrt. Stein war bis zum Austritt 1977 Mitglied des Verbands Bildender Künstler der DDR. Mit der Erreichung des Rentenalters zog er 1978 zurück nach Mayen, wo er ebenfalls freischaffend tätig war. Das dortige Eifelmuseum Blankenheim hat seit 2005 eine Sammlung Fritz Stein.
Stein war mit der Aquarellmalerin und Illustratorin Brunhilde Stein, geb. Flicke, später Keune (* 13. November 1919 in Elsterwerda), verheiratet. Sie studierte an der Burg Giebichenstein Kunsthochschule Halle und schuf Landschaftsbilder, Ansichten aus Halle sowie Stoffmuster-Entwürfe.

## Weitere Werkbeispiele

### Malerei und Druckgrafik (Auswahl)
- Der Maler Albert Ebert (Druckgrafik, 1964)[3]
- Ruderregatta in Halle (Öl, 1952)[4]

### Plakatentwürfe
- Frischer Wind (Werbung für das Satireblatt; frühestens 1946)
- Deine Hilfe den Umsiedlern (1946)
- Helft den Alten (1946)
- Erste Juryfreie Kunstausstellung Land Sachsen-Anhalt ... Die Fähre (1947)
- Dies ist ein Pillenhamster – huh – gehörst Du etwa auch dazu? (um 1949)
- Öffentliche Sammlung 16.–31. März 1953 für den kirchlichen Aufbau und die Kinderhilfe der Katholischen Kirche (1953)
- Caritas-Sammlung vom 16.–30. Nov. 1954 für die karitativen Aufgaben der Katholischen Kirche (1954)
- Straßensammlung vom 1.–15. April 1955 für den kirchlichen Aufbau der katholischen Kirche (1955)

### Buchillustration
- Walter Steinbach (Hrsg.): Segen ist der Mühe Preis! Ernste und heitere Verse für Gemeinschaftsfeiern und andere festliche Anlässe. Mit Beiträgen älterer und neuer Autoren. Gustav Weise Verlag, Berlin/Leipzig, 1937

- Rene Schwachhofer (Auswahl und Einleitung): Aus dem Schatten ans Licht. Dichter im Umbruch der Zeiten. Verlag der Nation, Berlin, 1955
- Heinrich Theissing: Das weltweite Reich. Erzählungen und Berichte aus dem Leben der Kirche. St. Benno Verlag, Leipzig, 1961

## Ausstellungsbeteiligungen
- 1946: Halle, Museum in der Moritzburg, Kunstausstellung der Provinz Sachsen[5]
- 1947: Halle/Saale (Die Fähre – Erste juryfreie Kunstausstellung Land Sachsen-Anhalt)
- 1953, 1962/1963 und 1972/1973: Dresden, Dritte und Fünfte Deutsche Kunstausstellung und VII. Kunstausstellung der DDR
- 1954: Halle/Saale, Galerie Henning (Christliche Kunst der Gegenwart)
- 1954: Halle/Saale, Bezirkskunstausstellung